# Cherokee (Karolina Północna)
Cherokee – jednostka osadnicza w Stanach Zjednoczonych, w stanie Karolina Północna, w hrabstwie Swain.